# HMS Agamemnon (S124)
Pour les autres navires du même nom, voir HMS Agamemnon.
Le HMS Agamemnon (pennant number : S124) est un sous-marin nucléaire d'attaque britannique de la classe Astute en construction par BAE Systems Submarines pour la Royal Navy.

## Conception
Doté d'une propulsion nucléaire, il est le sixième navire de la Royal Navy à être nommé d'après le roi Agamemnon.
En plus de torpilles Spearfish, le sous-marin embarque des missiles Tomahawk.